# Bertil Holmlund

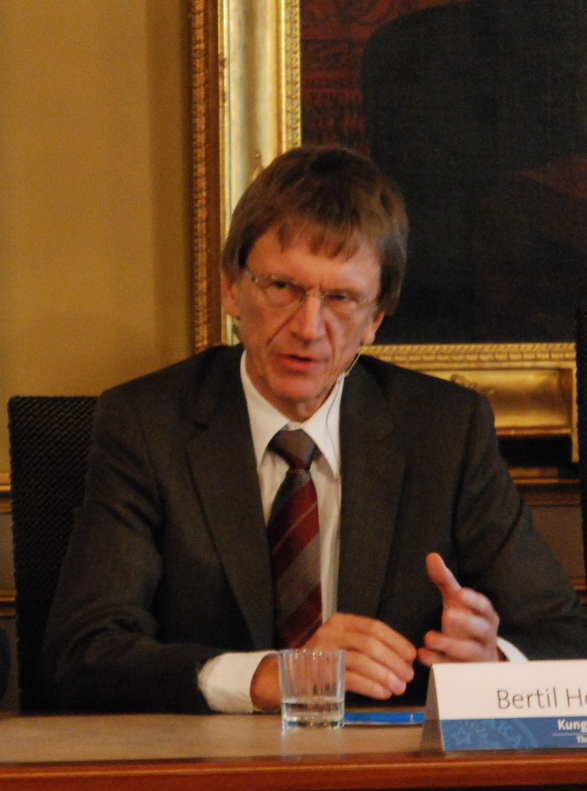
Bertil Holmlund på presskonferens för tillkännagivande av vinnare av Sveriges Riksbanks pris i ekonomisk vetenskap till Alfred Nobels minne år 2008.

Bertil Holmlund, född 5 februari 1947, är en svensk författare och professor emeritus i nationalekonomi vid Nationalekonomiska institutionen vid Uppsala universitet. 
Holmlund disputerade för doktorsgraden vid Umeå universitet 1976. Holmlund var ordförande för Ekonomiska  rådet under 2002-05 och ordförande för EALE (European Association of Labour Economist) under samma period. Sedan 2016 är han ledamot av Finanspolitiska rådet.
Holmlund är ledamot av Kungliga Vetenskapsakademien sedan 2004 och av Ingenjörsvetenskapsakademien sedan 1998. Han var ordförande och ledamot av Kommittén för Sveriges Riksbanks pris i ekonomisk vetenskap till Alfred Nobels minne under åren 2008 till 2010, han var tidigare (åren 1998–2001 och 2005–2006) adjungerad ledamot av kommittén.